# Vestiaires (magazine)
 (août 2025).
Vestiaires est un ancien mensuel français destiné aux éducateurs et techniciens de football. Il a été créé en janvier 2009 par Julien Gourbeyre, journaliste, éducateur en club et directeur de la société d'édition RC MEDIA. Sa diffusion ne se faisait que sur abonnement. Elle a cessé en juillet 2024.

## Contenu
Outil d'aide, d'accompagnement et de conseil, le magazine donnait la parole à des professionnels de l'entraînement, de la préparation physique, du management, des métiers de santé... au gré de ses différentes rubriques pédagogiques. Parmi les auteurs publiant régulièrement dans Vestiaires, on retrouvait Christian Gourcuff, Jean-Marc Furlan, Erick Mombaerts, Alain Perrin, Didier Olle-Nicolle, Jacques Crevoisier, Gérard Houllier, Raynald Denoueix, Jean Fernandez et Frédéric Hantz.
En janvier 2011, Vestiaires comptabilisait 7 000 abonnés[réf. nécessaire], en France et dans les pays francophones, notamment ou Québec, où la fédération Soccer Québec s'appuyait sur ses articles pour enrichir les connaissances de ses techniciens.[réf. nécessaire]
Outre le mensuel (12 numéros par an), la société RC MEDIA publiait également des guides pratiques, comme Préparation physique : les 30 questions les plus souvent posées, avec la même volonté de rendre le contenu facilement accessible au plus grand nombre.